# Hermann Ier de Brandebourg
Hermann Ier, dit « le Long » (en allemand : der Lange), né en 1275 et mort le 1er janvier 1308 près de Lübz, est un prince de la maison d'Ascanie, fils du margrave Othon V de Brandebourg. Co-régent aux côtés d'Othon IV, le cousin de son père défunt, il fut margrave de Brandebourg de 1298 jusqu'à sa mort.

## Biographie
Hermann appartenait à la lignée ottonienne des Ascaniens dans le Brandebourg, les descendants du margrave Otton III. Il est le seul fils du margrave Othon V de Brandebourg et de son épouse Judith († 1327), une fille du comte franconien Hermann Ier de Henneberg. Après l'extinction de la branche des Henneberg en 1291, son père acquit également la seigneurie de Cobourg (Pflege Coburg) par mariage.
Dans un acte de l'an 1290 déjà, Hermann apparait lors de la conclusion d'un compromis entre son père et l'évêque Manegold de Wurtzbourg. Agissant en tant que co-régent depuis 1297, il succédera comme margrave de Brandebourg et seigneur de Henneberg au décès de son père en 1298.
Bien qu'il dut partager le pouvoir avec Othon IV de Brandebourg, il a pu accroître suzeraineté : en 1301, les fils mineurs du duc silésien Bolko Ier de Świdnica sont placés sous sa tutelle ; en 1302/1304 Hermann et Othon ont acheté le margraviat de Lusace (l'actuelle Basse-Lusace) au margrave Thierry IV de Wettin. En 1307, la Lusace lui fut cédée à titre de fief impérial. D'autre part, Hermann et Othon se querellèrent avec le prince Henri II de Mecklembourg au sujet de la seigneurie de Stargard .
Hermann meurt en campagne dans le Mecklembourg ; il est enterré à l'abbaye de Lehnin. Après le décès prématuré de son seul fils et héritier Jean V en 1317, ses trois filles se partagent les domaines de Cobourg, de l'Altmark er de la Basse-Lusace. La lignée des margraves ascaniens s'éteignit à la mort de leur cousin Henri II en 1320.

## Mariage et descendance
Hermann épouse en septembre 1295 Anne de Habsbourg (1280-1327), la fille aînée du duc Albert Ier d'Autriche qui fut élu roi des Romains en 1298. Ils ont quatre enfants :
- Mathilde (1296-1328), héritière de la Basse-Lusace, épouse le 5 janvier 1310 Henri IV le Fidèle, duc de Silésie-Głogów ;
- Agnès (1297-1334), héritière de l'Altmark, épouse le margrave Valdemar de Brandebourg († 1319), puis le duc Othon de Brunswick-Göttingen († 1344) ;
- Judith (1301-1353), héritière de Cobourg épouse le comte Henri VIII d'Henneberg-Schleusingen († 1347) ;
- Jean V (1302-1317) qui succède à son père en 1308, épouse Catherine, fille du duc silésien Henri III de Głogów.

## Source
- Anthony Stokvis, Manuel d'histoire, de généalogie et de chronologie de tous les États du globe, depuis les temps les plus reculés jusqu'à nos jours, préf. H. F. Wijnman, Israël, 1966, volume III, chapitre VIII « Généalogie des Margraves de Brandebourg. Maison d'Ascanie » . Tableau généalogique n° 7.